# 유럽 화학물질청

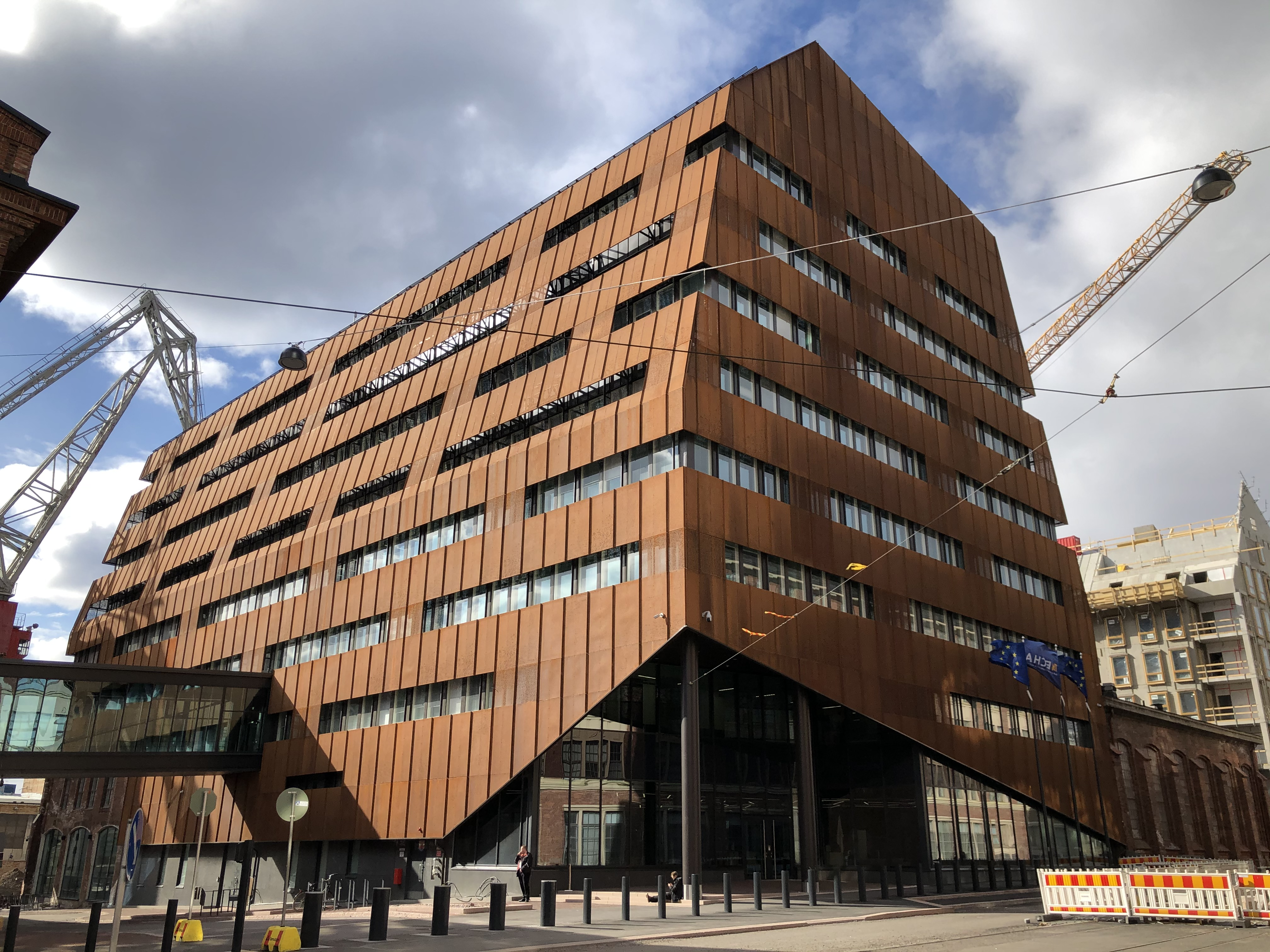
헬싱키에 있는 본사

유럽화학물질청(European Chemicals Agency, ECHA)은 REACH(Registration, Evaluation, Authorisation and Restriction of Chemicals)로 불리는 유럽연합규제 구현체의 기술적, 행정적인 부분을 관리하는 유럽연합의 기관이다. ECHA는 EU의 화학물질 관련 입법을 구현하는 여러 규제기관들의 원동력이다. ECHA는 기업들이 법안을 준수하는지를 확인하며, 화학물질의 안전한 이용을 지키도록 하며 화학물질에 대한 정보를 제공하고 문제시되는 화학물질을 언급한다. 핀란드 헬싱키에 위치해 있다. ECHA는 REACH가 설립한 독립적이고 잘 확립된 규제기관이다. 유럽위원회의 계열 단체는 아니다.

## 물질 인포카드
ECHA는 웹사이트를 통해 데이터베이스에 등록된 화학물질의 모든 정보의 공개 요약을 제공한다.